# 365 dni
365 dni és una pel·lícula de thriller eròtic polonesa del 2020 dirigida per Barbara Białowąs i Tomasz Mandes. Basada en la primera novel·la d'una trilogia de Blanka Lipińska, la trama segueix una jove de Varsòvia (interpretada per Anna-Maria Sieklucka) en una relació sense entusiasme amb un home sicilià dominant (Michele Morrone), que l'empresona i li imposa un període de 365 dies per tal d'enamorar-se d'ell.
365 dni es va estrenar als cinemes a Polònia el 7 de febrer de 2020 i va recaptar 9 milions de dòlars. Quan es va publicar a la plataforma Netflix el 7 de juny de 2020, ràpidament va guanyar l'atenció mundial i es va convertir en l'obra més vista arreu del món. Malgrat aquesta popularitat, la pel·lícula va rebre crítiques generalment negatives, amb comentaris dirigits a la seva glorificació percebuda de la màfia i un gran ús de seqüències sexuals que inclouen violència sexual, tot fent comparacions amb la trilogia Fifty Shades. Una seqüela, titulada 365 dni: Ten dzień, es va publicar a Netflix el 27 d'abril de 2022.
El 18 de maig de 2022, Netflix va incorporar els subtítols en català de 365 dni, traduïts per Claudia Herreros.

## Repartiment

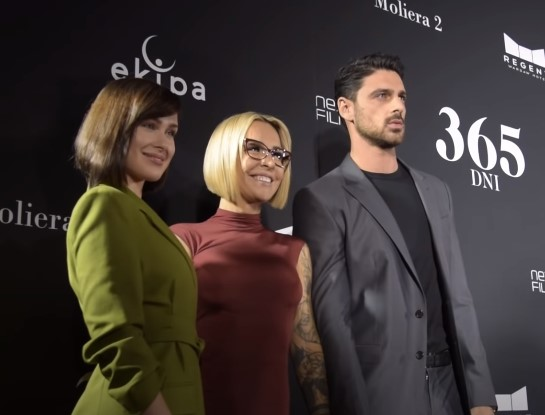
Michele Morrone, Blanka Lipińska i Anna Maria Sieklucka el 2019

- Anna-Maria Sieklucka com a Laura Biel
- Michele Morrone com a Escudero "Massimo"
- Bronisław Wrocławski com a Mario
- Otar Saralidze com a Domenico
- Magdalena Lamparska com a Olga
- Natasza Urbańska com a Anna
- Grażyna Szapołowska com a Klara Biel, la mare de la Laura
- Tomasz Stockinger com a Tomasz Biel, el pare de la Laura
- Gianni Parisi com el pare d'en Massimo
- Mateusz Łasowski com a Martin
- Blanka Lipińska com a núvia[3]

## Producció
Les escenes es van rodar principalment a Polònia (Varsòvia, Cracòvia i Niepołomice) i a Itàlia (Sanremo).